# Art somptuaire
L'art somptuaire est l'ensemble des disciplines et pratiques artistiques décoratives de luxe ayant une finalité est essentiellement esthétique. Il s'oppose en cela à l'art utilitaire.
On peut notamment classer comme « arts somptuaires » la mosaïque, l'orfèvrerie, la dorure, mais aussi certains aspects de la sculpture ou de l'architecture.
Depuis l'Antiquité, dans de nombreux espaces géographiques, des lois somptuaires ont tenté de réguler la création et surtout la possession d'œuvres d'art somptuaire.

## Définition
L'art somptuaire peut être abordé de deux manières différentes. Du point de vue de sa finalité, il correspond aux disciplines artistiques dont la finalité est essentiellement esthétique.
Du point de vue du travail fourni, l'art somptuaire est celui qui consiste à travailler un matériau rare et cher, comme un métal précieux, des pierres précieuses, de l'ivoire, de l'ambre, du marbre. En fonction de la civilisation et de l'époque qui l'a produit, un art sera plus particulièrement considéré comme « somptuaire ».

## Histoire et géographie
Ainsi, dans les civilisations anciennes de l'Extrême-Orient, les arts somptuaires recouvraient le travail du jade, des pierres précieuses, de la laque, de l'émail.

Art somptuaire en Extrême-Orient
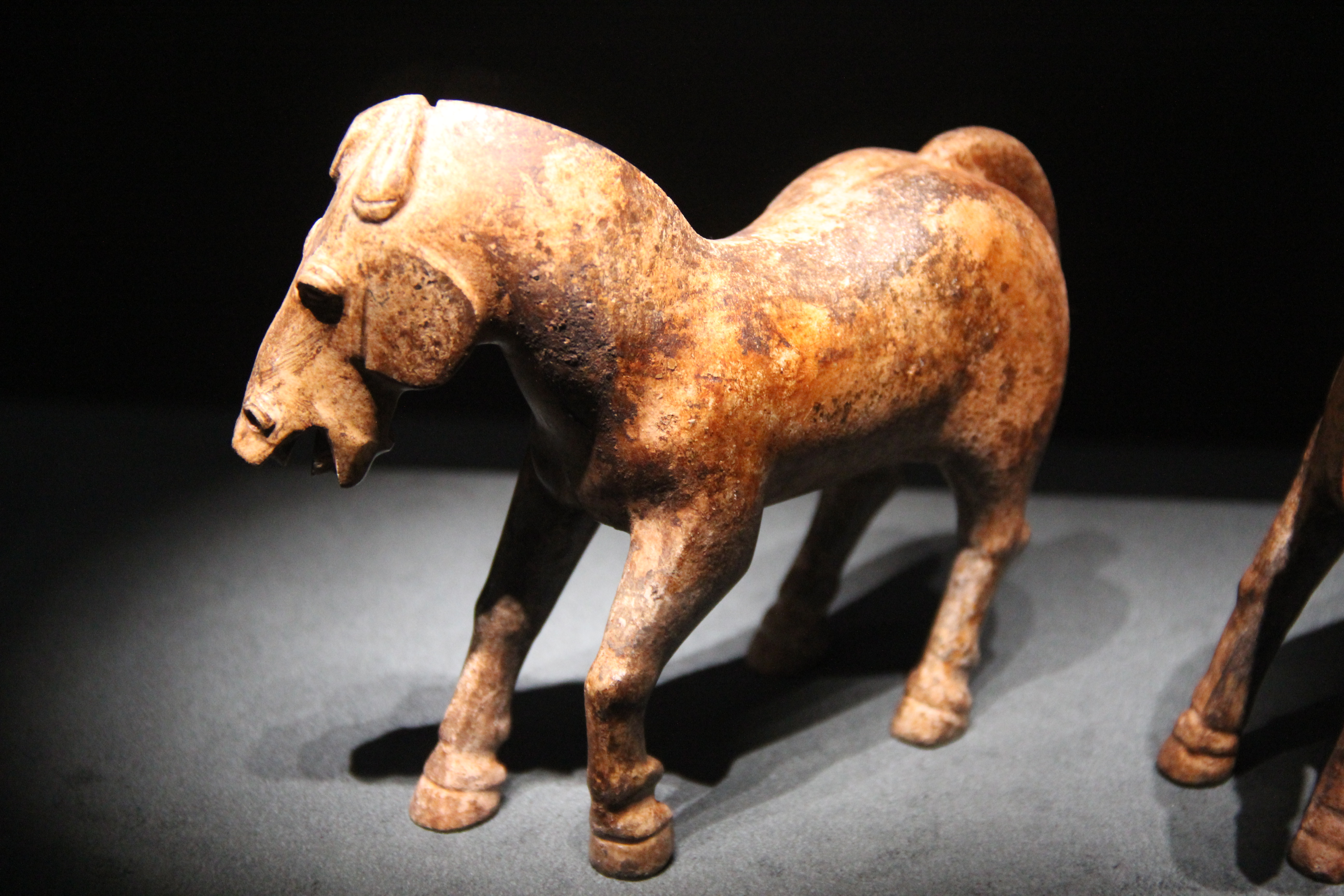
Une statuette de jade représentant un cheval, dynastie Han, Chine.
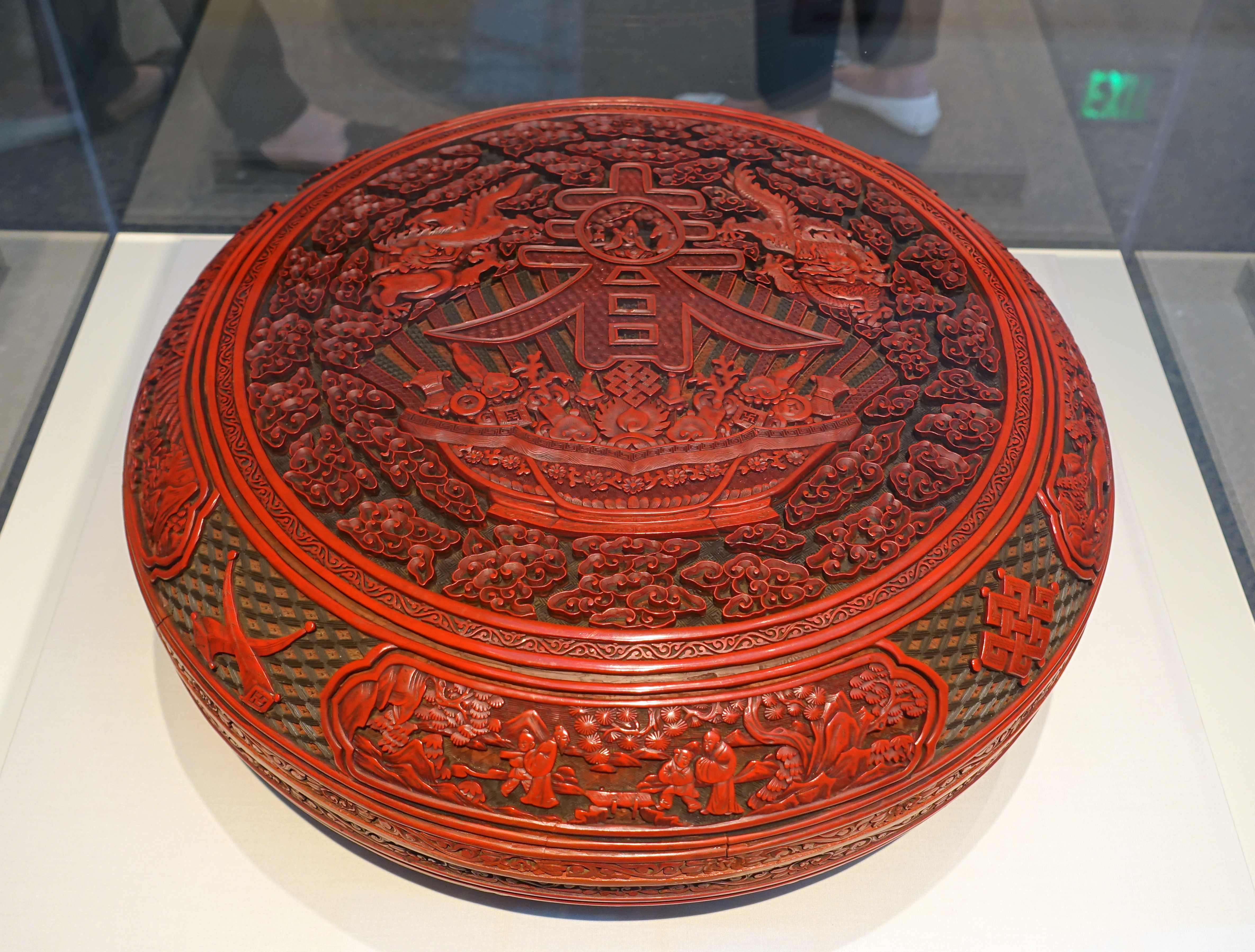
Une boîte laquée de la Dynastie Qing.
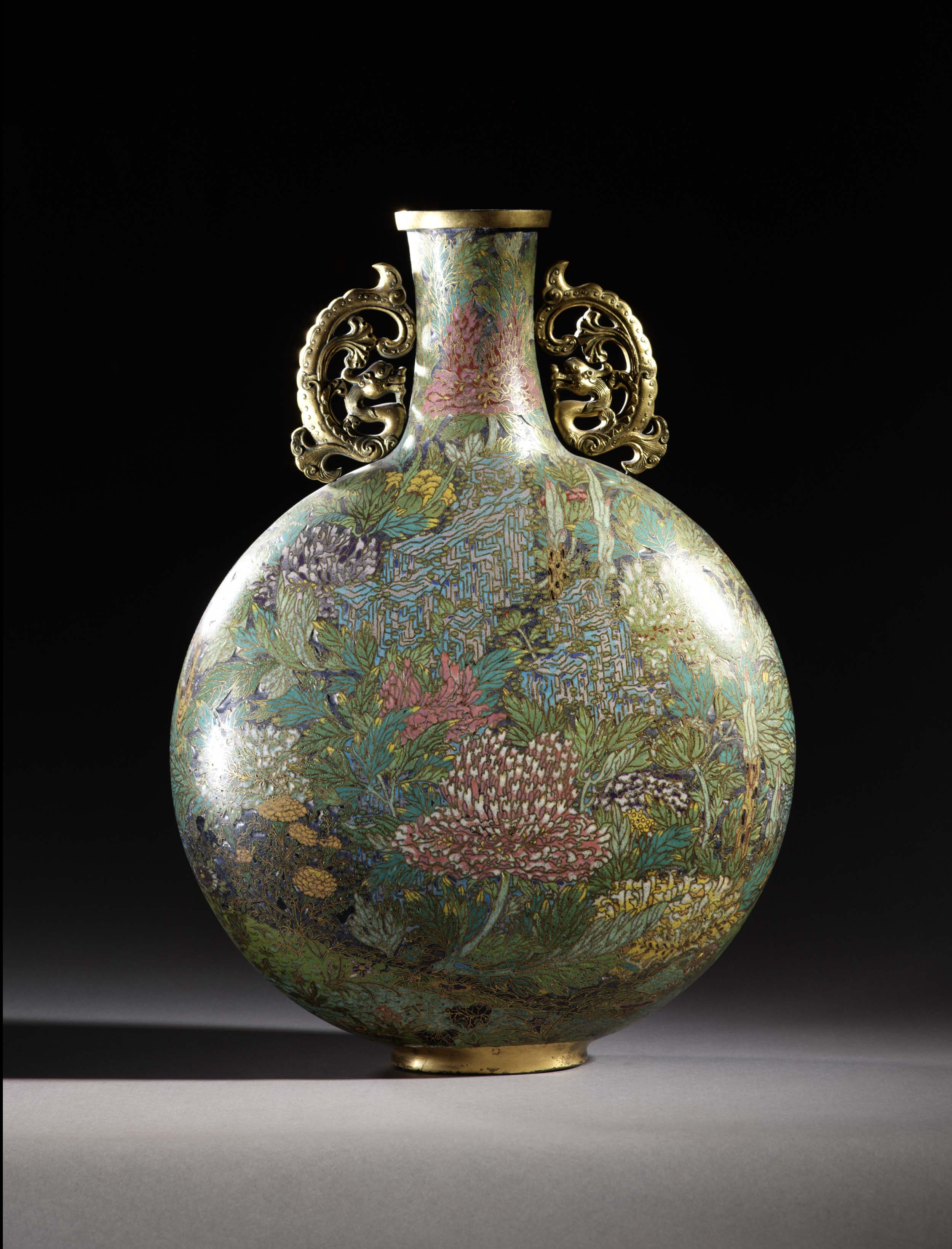
Vase émaillé chinois datant d'entre 1736 et 1795.

Pour la Perse antique, les arts somptuaires recouvrent essentiellement le travail de l'or et de l'argent. On peut y adjoindre également le travail de la tapisserie. Les Sassanides, en plus du travail des métaux précieux, avaient une prédilection pour le stuc et son emploi dans l'architecture de luxe. Ils partageaient également avec les Achéménides un goût pour le travail de pierres fines, en particulier la cornaline, la calcédoine et l'agate.

Art somptuaire en Perse antique
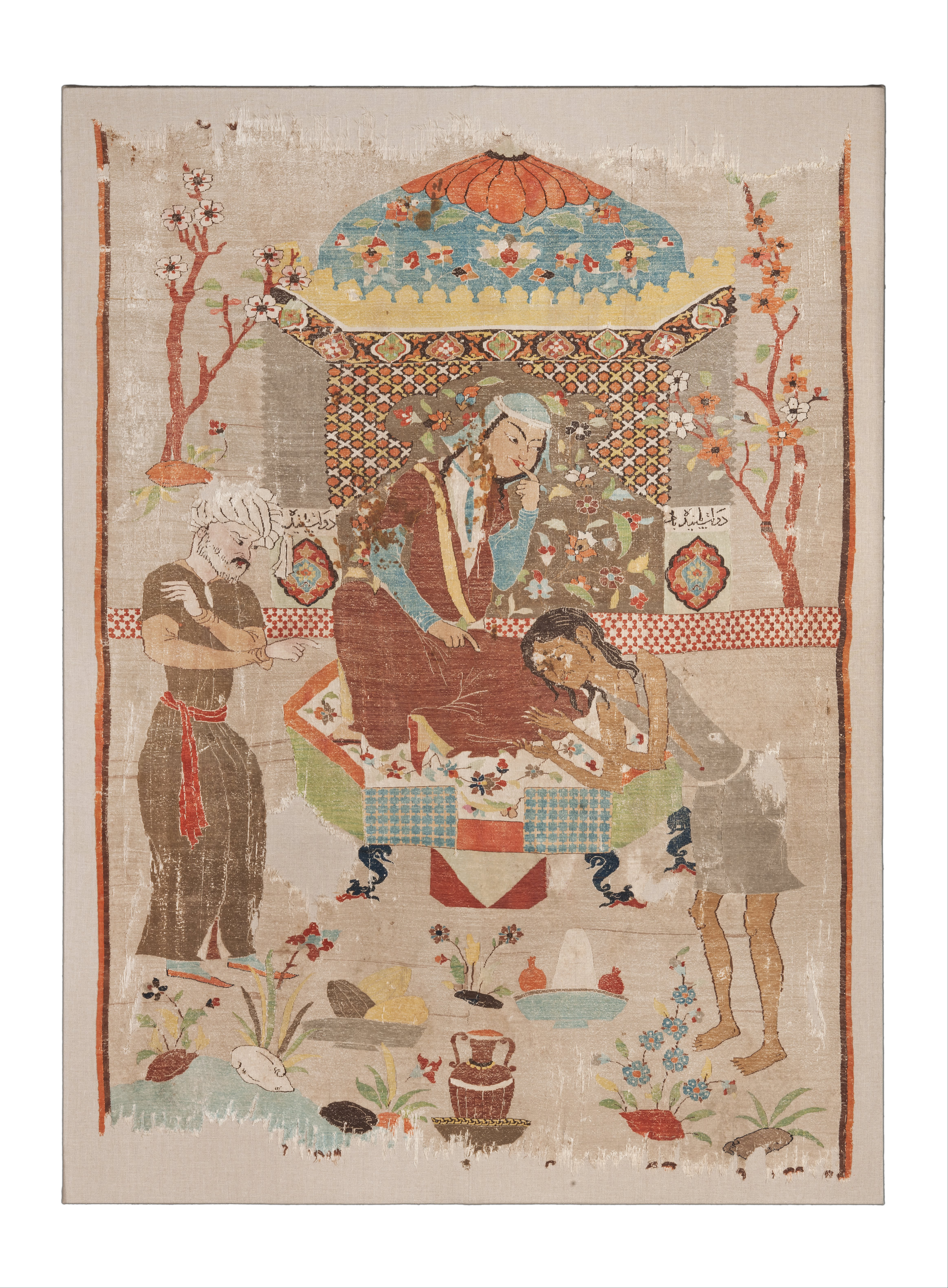
Tapisserie persane du XVe ou du XVIe siècle représentant Majnoun et Leila.
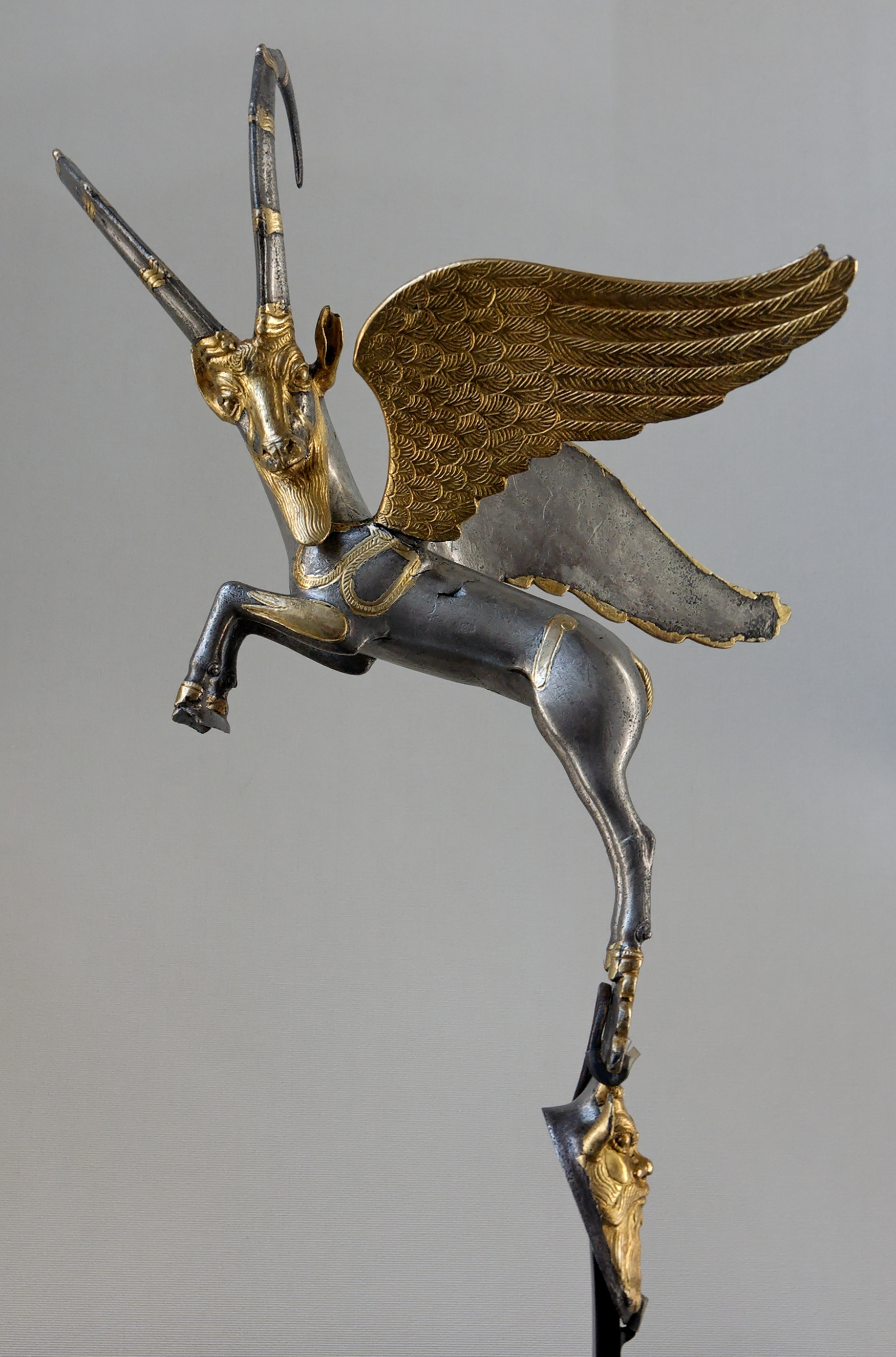
Sculpture de bouquetin ailé servant d'anse de vase, empire achéménide.
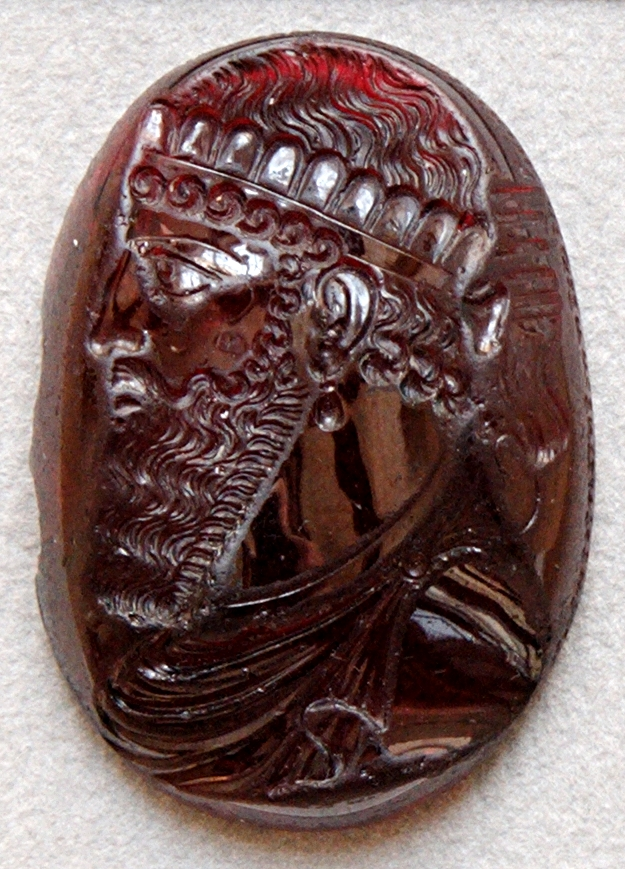
Grenat orné d'un portrait du souverain pahlavi « Sabuhr ».
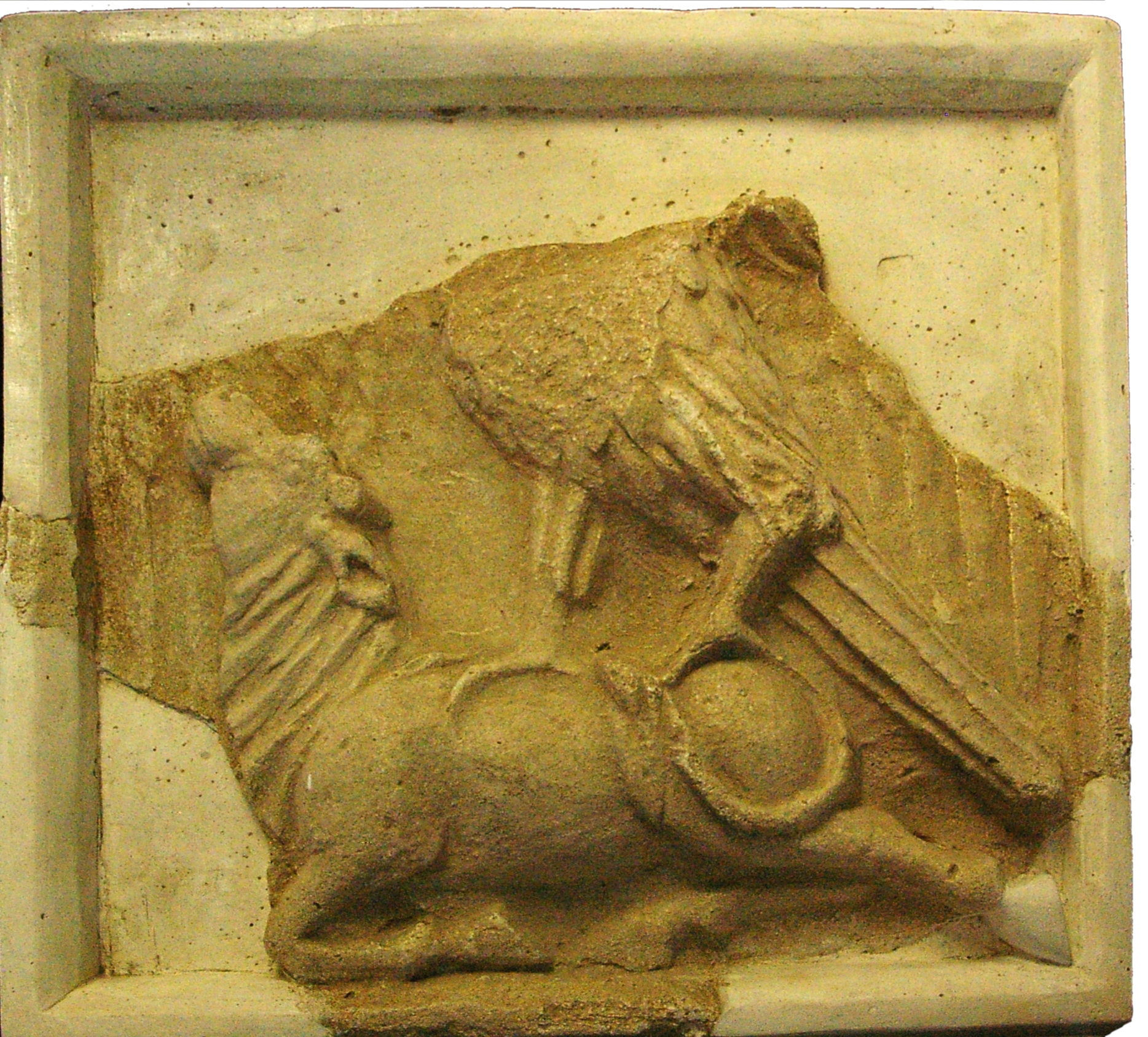
Stuc de l'Empire parthe retrouvé au château de Zahhak.

En Occident chrétien, sous les Carolingiens, les arts somptuaires s'expriment notamment dans l'enluminure, la sculpture non monumentale, notamment l'ivoire et la châsse métallique.

Art somptuaire carolingien
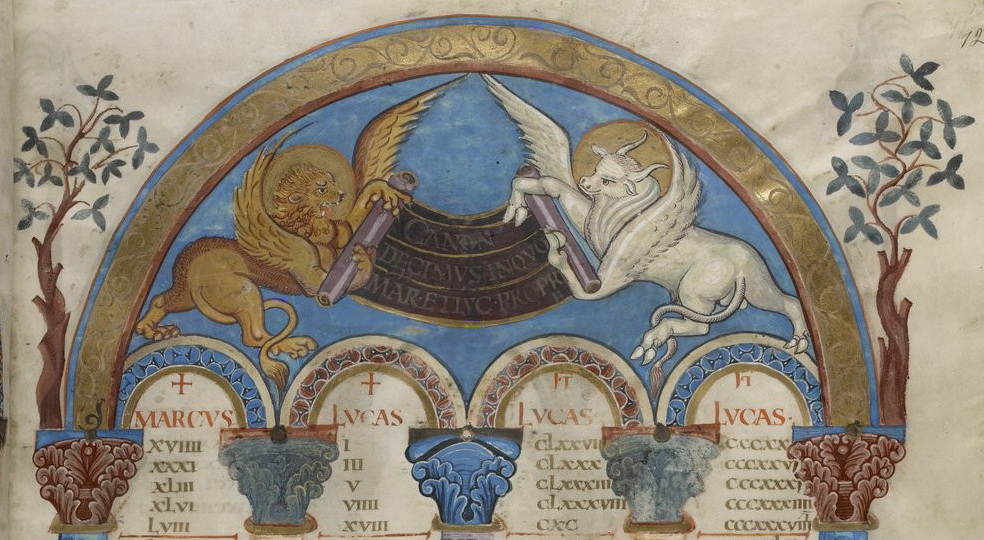
Enluminure de l'évangéliaire de Saint-Médard de Soissons, IXe siècle.
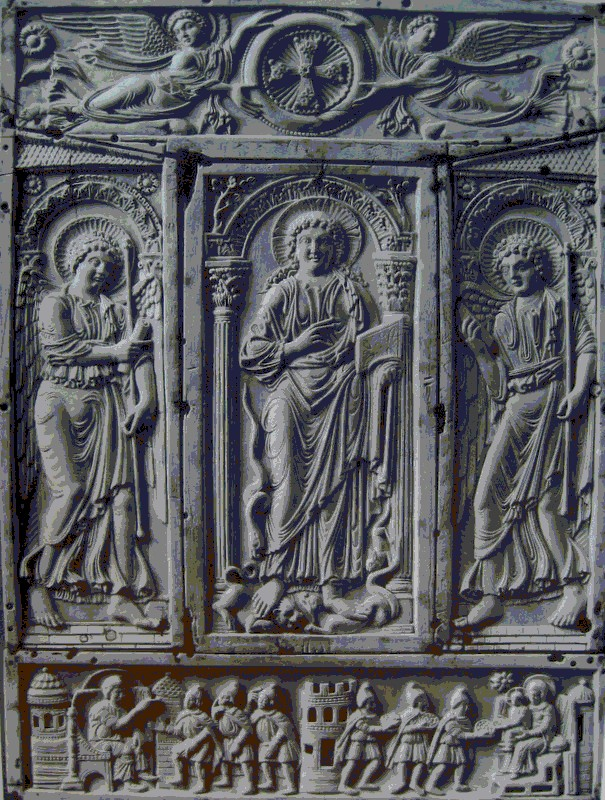
Décor sculpté en ivoire de l'Évangéliaire de Lorsch.